# 圓牙臼齒麗鯛
圓牙臼齒麗鯛為輻鰭魚綱鱸形目隆頭魚亞目慈鯛科的其中一種，分布於非洲馬拉威湖南部流域，為特有種，體長可以達14公分，棲息在沿岸淺水域，生活習性不明，可以作為觀賞魚。

## 擴展閱讀
維基物種上的相關：圓牙臼齒麗鯛